# Nephila constricta
Nephila constricta is een spinnensoort uit de familie van de wielwebspinnen (Araneidae).
De wetenschappelijke naam van de soort werd in 1879 gepubliceerd door Ferdinand Karsch.